# Аедона
Аедона (грч. Ἀηδών) је у грчкој митологији била Пандарејева кћерка.

## Митологија
Према Хомеру, била је супруга тебанског краља Зета. Пошто је имала сина јединца Итила, завидела је својој јетрви Ниоби, која је имала дванаесторо деце, па је решила да убије Ниобиног најстаријег сина Амалеја, који је иначе био одгајан заједно са њеним сином. Пошто су дечаци спавали заједно, Аедона је рекла свом сину да заузме место крај зида. Међутим, он је није послушао и она је у мраку убила њега. Када је схватила шта је урадила, обузео ју је велики бол и богови су се сажалили на њу. Зато су је претворили у славуја, који се оглашава песмом у пролеће, како би, према веровању, оплакао сина јединца.
Према каснијем предању које је приказао Антонин Либерал, била је супруга уметника Политехна. Такође је имала сина Итила и са њима двојицом срећно живела у Колофону. Понесена сопственом срећом, хвалила се да је њен брак бољи од Зевсовог и Хериног, чиме је изазвала бес те богиње. Зато је њеном мужу и њој послала Ериду, богињу неслоге, која их је наговорила да се такмиче у изради предмета. Политехно је правио столицу, а Аедона је ткала. У том послу јој је помогла Хера и она је била боља од свог супруга, који је морао, према договору, да јој доведе једну робињу. Међутим, Политехно је тешко прихватио пораз и одлучио је да се освети својој супрузи. Зато је отишао тасту у Ефес и замолио га да пошаље Хелидону у посету својој сестри. На путу за Колофон, Политехно је силовао своју свастику, одсекао јој косу и обукао је у хаљине робиње. Наредио јој је да ћути и предао је својој супрузи као обећану награду. Ипак, једног дана, Аедона је чула своју сестру како оплакује своју злу судбину и препознала ју је. Сада су њих две одлучиле да се освете Политехну. Њихова освета је била језива; убиле су Итила и припремиле за јело којим су послужиле Политехна. Потом су побегле свом оцу. Међутим, разјарени Политехно је кренуо за њима, али су га зауставиле Пандарејеве слуге, везале га, намазале медом и изложиле уједима инсеката. Видевши то, Аедона се сажалила на свог супруга и покушала да га ослободи. То је разјарило њеног мужа и брата и они су одлучили да је убију. Да би спречио да се и даље дешавају несреће, Зевс је целу породицу претворио у птице; Пандареј је постао морски орао, његова супруга Хармотоја алкион, њихов син пупавац, Политехно детлић, Хелидона ластавица, а Аедона славуј.